# Citi Open 2018 - Qualificazioni singolare femminile
Le qualificazioni del singolare femminile del Citi Open 2018 sono state un torneo di tennis preliminare per accedere alla fase finale della manifestazione. Le vincitrici dell'ultimo turno sono entrate di diritto nel tabellone principale. In caso di ritiro di una o più giocatrici aventi diritto a queste sono subentrati le lucky loser, ossia le giocatrici che hanno perso nell'ultimo turno ma che avevano una classifica più alta rispetto alle altre partecipanti che avevano comunque perso nel turno finale.

## Teste di serie
1. Ysaline Bonaventure (ultimo turno)
2. Anhelina Kalinina (qualificata)
3. Sofya Zhuk (qualificata)
4. Harriet Dart (qualificata)

1. Francesca Di Lorenzo (ultimo turno)
2. Mayo Hibi (ultimo turno, lucky loser)
3. Allie Kiick
4. Lauren Davis (primo turno)

## Qualificate
1. Allie Kiick
2. Anhelina Kalinina

1. Sofya Zhuk
2. Harriet Dart

## Tabellone

### Legenda
| - Q = Qualificato - WC = Wild card - LL = Lucky loser | - ALT = Alternate - SE = Special Exempt - PR = Protected Ranking | - w/o = Walkover - r = Ritirato - d = Squalificato |

### Sezione 1
|  | Primo turno | Primo turno         | Primo turno         | Primo turno | Primo turno |  |  | Ultimo turno | Ultimo turno        | Ultimo turno        | Ultimo turno | Ultimo turno |  |
|  |             |                     |                     |             |             |  |  |              |                     |                     |              |              |  |
|  | 1           | Ysaline Bonaventure | Ysaline Bonaventure | 6           | 7           |  |  |              |                     |                     |              |              |  |
|  |             | Sophie Chang        | Sophie Chang        | 4           | 5           |  |  | 1            | Ysaline Bonaventure | Ysaline Bonaventure | 1            | 0            |  |
|  |             | Nika Kukharchuk     | Nika Kukharchuk     | 2           | 0           |  |  | 7            | Allie Kiick         | Allie Kiick         | 6            | 6            |  |
|  | 7           | Allie Kiick         | Allie Kiick         | 6           | 6           |  |  |              |                     |                     |              |              |  |

### Sezione 2
|  | Primo turno | Primo turno         | Primo turno         | Primo turno | Primo turno |  |  | Ultimo turno | Ultimo turno      | Ultimo turno      | Ultimo turno | Ultimo turno |  |
|  |             |                     |                     |             |             |  |  |              |                   |                   |              |              |  |
|  | 2           | Anhelina Kalinina   | Anhelina Kalinina   | 6           | 6           |  |  |              |                   |                   |              |              |  |
|  |             | Sesil Karatantcheva | Sesil Karatantcheva | 4           | 1           |  |  | 2            | Anhelina Kalinina | Anhelina Kalinina | 6            | 6            |  |
|  |             | Louisa Chirico      | Louisa Chirico      | 6           | 7           |  |  |              | Louisa Chirico    | Louisa Chirico    | 3            | 4            |  |
|  | 8           | Lauren Davis        | Lauren Davis        | 1           | 62          |  |  |              |                   |                   |              |              |  |

### Sezione 3
|  | Primo turno | Primo turno     | Primo turno     | Primo turno | Primo turno |  |  | Ultimo turno | Ultimo turno | Ultimo turno | Ultimo turno | Ultimo turno |  |
|  |             |                 |                 |             |             |  |  |              |              |              |              |              |  |
|  | 3           | Sofya Zhuk      | Sofya Zhuk      | 6           | 6           |  |  |              |              |              |              |              |  |
|  |             | Deniz Khazaniuk | Deniz Khazaniuk | 4           | 3           |  |  | 3            | Sofya Zhuk   | Sofya Zhuk   | 6            | 7            |  |
|  | WC          | Natasha Subhash | Natasha Subhash | 0           | 1           |  |  | 6            | Mayo Hibi    | Mayo Hibi    | 3            | 63           |  |
|  | 6           | Mayo Hibi       | Mayo Hibi       | 6           | 6           |  |  |              |              |              |              |              |  |

### Sezione 4
|  | Primo turno | Primo turno          | Primo turno  | Primo turno | Primo turno |  |  | Ultimo turno | Ultimo turno   | Ultimo turno   | Ultimo turno | Ultimo turno |  |
|  |             |                      |              |             |             |  |  |              |                |                |              |              |  |
|  | 4           | Harriet Dart         | Harriet Dart | 6           | 6           |  |  |              |                |                |              |              |  |
|  |             | Shūko Aoyama         | Shūko Aoyama | 1           | 0           |  |  | 4            | Harriet Dart   | Harriet Dart   | 6            | 6            |  |
|  | Alt         | Alexa Guarachi       | 2            | 7           | 7           |  |  | Alt          | Alexa Guarachi | Alexa Guarachi | 2            | 2            |  |
|  | 5           | Francesca Di Lorenzo | 6            | 5           | 5           |  |  |              |                |                |              |              |  |